# Ángel Orelien
Ángel Gabriel „Balin” Orelien González (ur. 2 kwietnia 2001 w mieście Panama) – panamski piłkarz pochodzenia francuskiego występujący na pozycji skrzydłowego lub ofensywnego pomocnika, reprezentant Panamy, od 2024 roku zawodnik indyjskiego Sreenidi Deccan.
Jego ojciec pochodzi z Francji.